# 上水廖氏

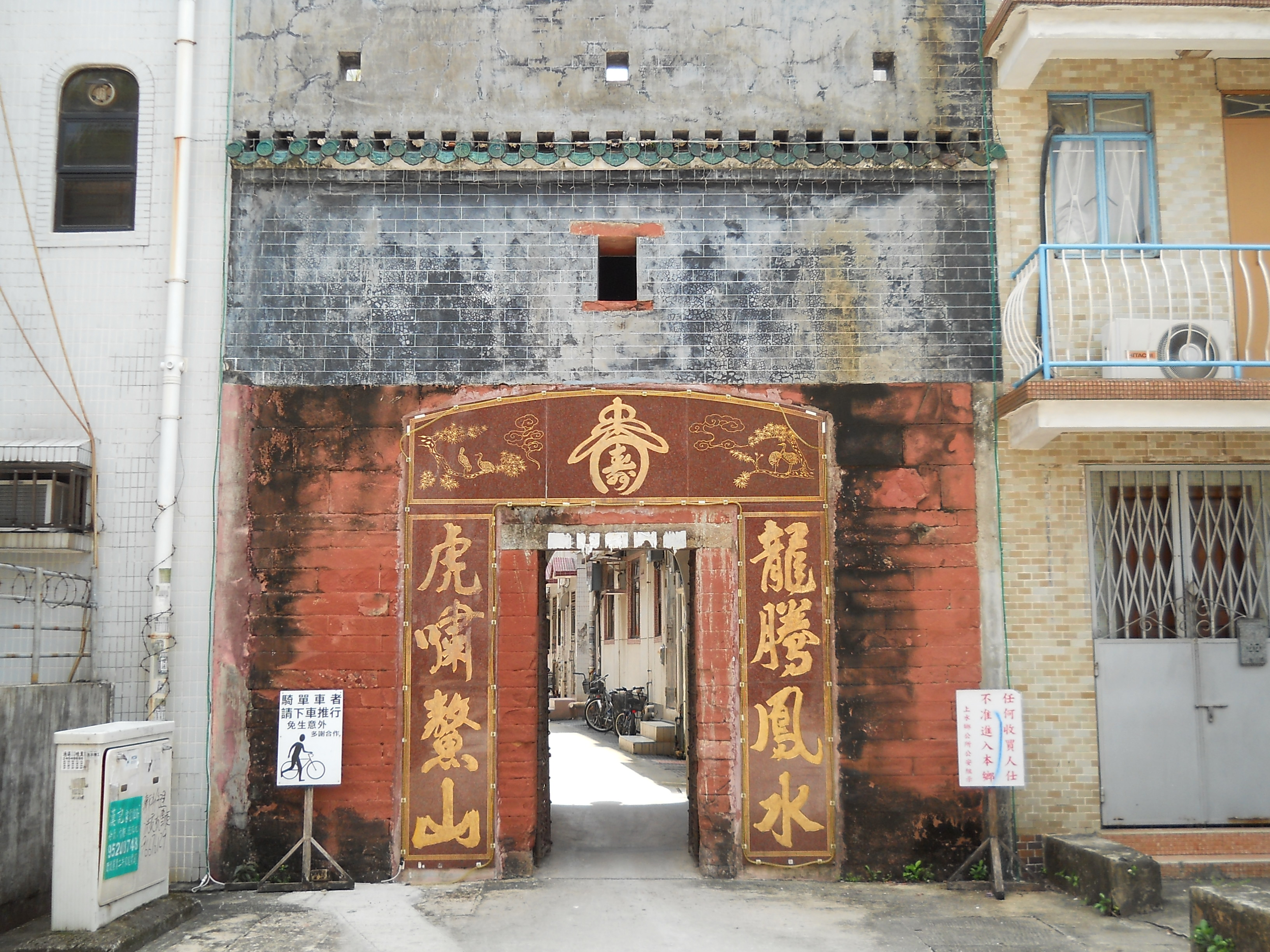
上水圍圍門

上水廖氏是香港新界五大氏族之一，定居於上水鄉。上水廖氏於元朝末年從福建南遷到此開基，主要定居於上水東北梧桐河流域，故稱為「上水鄉」，上水圍是廖氏家族的核心，由9條鄉村組成，人口超過4,000多人，是新界聚族而居的第三大單姓村。

## 源流
。上水廖氏祖先為廖仲傑，元末時從福建汀州南遷至寶安，初住屯門，再遷深圳福田，最後定居於本名為「鳳水鄉」的「上水鄉」。有傳廖仲傑與文天祥的後人私交甚篤，隨南宋兵敗而南遷。廖仲傑約在公元1350年定居於上水，後娶侯氏為妻，得廖自玉一子，是為二世祖。廖自玉得四子，分別是如圭、如璋、如璧及如興。如興後代遷至沙田烏溪沙落禾沙村，上水鄉以如圭為長房，如璋為二房，如璧為三房，是為上水廖氏的三房。上水廖氏第四代有六子，分別是長房所生應文、應武，二房所生應龍、應鳳，三房所生應綱、應紀。而應武及應紀無嗣， 部份廖氏子孫分支到沙田、烏溪沙和屯門一帶，第四代原有六人，只剩四人，分為四斗，長房為北斗，三房為南斗，二房為東、西兩斗。這就是上水廖氏祖先的「三房四斗」。
上水廖氏源流：

|  |  |  |  |  |  |  |  |                   |                   |                   |                   |                   |                   |  |  |                   |                   |                   |                   | 廖仲傑            |                   |  |  |                   |                   |                   |                   |                   |                   |  |  |                   |                   |                   |                   |                   |                   |  |  |  |  |  |  |  |  |  |  |  |  |  |  |
|  |  |  |  |  |  |  |  |                   |                   |                   |                   |                   |                   |  |  |                   |                   |                   |                   |                   |                   |  |  |                   |                   |                   |                   |                   |                   |  |  |                   |                   |                   |                   |                   |                   |  |  |  |  |  |  |  |  |  |  |  |  |  |  |
|  |  |  |  |  |  |  |  |                   |                   |                   |                   |                   |                   |  |  |                   |                   |                   |                   | 廖自玉            |                   |  |  |                   |                   |                   |                   |                   |                   |  |  |                   |                   |                   |                   |                   |                   |  |  |  |  |  |  |  |  |  |  |  |  |  |  |
|  |  |  |  |  |  |  |  |                   |                   |                   |                   |                   |                   |  |  |                   |                   |                   |                   |                   |                   |  |  |                   |                   |                   |                   |                   |                   |  |  |                   |                   |                   |                   |                   |                   |  |  |  |  |  |  |  |  |  |  |  |  |  |  |
|  |  |  |  |  |  |  |  |                   |                   |                   |                   |                   |                   |  |  |                   |                   |                   |                   |                   |                   |  |  |                   |                   |                   |                   |                   |                   |  |  |                   |                   |                   |                   |                   |                   |  |  |  |  |  |  |  |  |  |  |  |  |  |  |
|  |  |  |  |  |  |  |  | 廖如圭 （上水鄉） | 廖如圭 （上水鄉） | 廖如圭 （上水鄉） | 廖如圭 （上水鄉） | 廖如圭 （上水鄉） | 廖如圭 （上水鄉） |  |  | 廖如璋 （上水鄉） | 廖如璋 （上水鄉） | 廖如璋 （上水鄉） | 廖如璋 （上水鄉） | 廖如璋 （上水鄉） | 廖如璋 （上水鄉） |  |  | 廖如璧 （上水鄉） | 廖如璧 （上水鄉） | 廖如璧 （上水鄉） | 廖如璧 （上水鄉） | 廖如璧 （上水鄉） | 廖如璧 （上水鄉） |  |  | 廖如興 （烏溪沙） | 廖如興 （烏溪沙） | 廖如興 （烏溪沙） | 廖如興 （烏溪沙） | 廖如興 （烏溪沙） | 廖如興 （烏溪沙） |  |  |  |  |  |  |  |  |  |  |  |  |  |  |

到明朝萬曆年間，廖族子孫繁衍，因避李萬榮之擾，故建圍自保，在清朝順治三年（1646年）動工興建，次年完工，即今天的上水圍「圍內村」。圍牆外有護河環繞，正門安裝了連環鐵門。康熙初年，鄭成功起兵，故清朝在沿岸地區厲行遷界，上水鄉被迫遷徙。至康熙七年才遷回上水鄉在此正式落地生根。及後上水廖氏三房四斗的基礎下繁衍，在圍內外建屋，發展成今天的「門口村」、「莆上村」、「大元村」、「中心村」、「上北村」、「下北村」、「興仁村」及「文閣村」，九條村所組成的上水圍村。這九條村都載於《新界原有鄉村名册》之內，即是在1898年4月16日前已居住在上述九條村被認可的廖氏族人及其後代，都是新界原居民。在建圍初期，廖氏人口約有500多人，到了1955年，已增加到3,600多人，而在1960年代，再增加到4,410人，其中2,026人為男丁。

## 相關建築

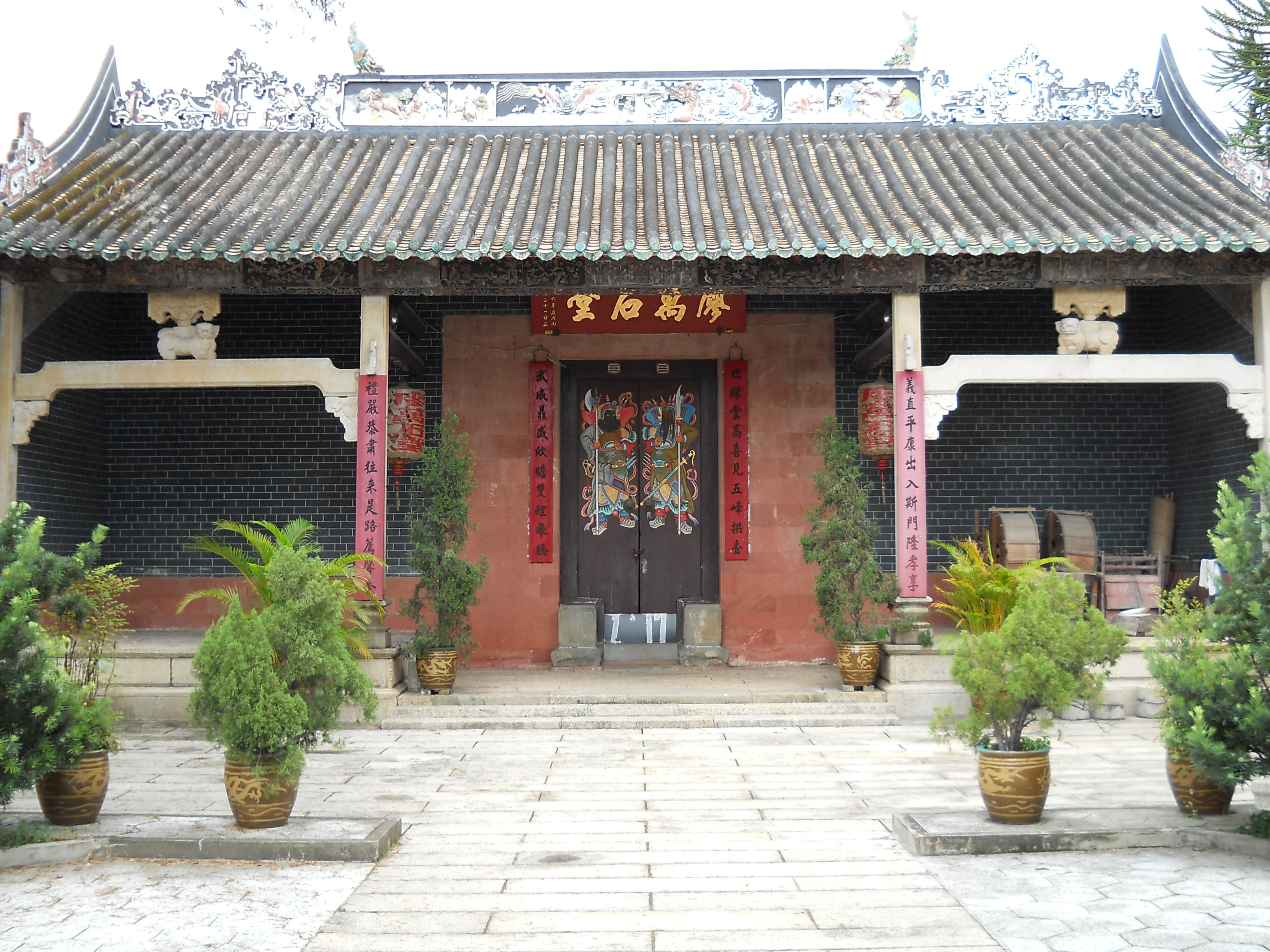
廖萬石堂

上水廖氏的祖祠是廖萬石堂，為永定二十一世孫廖瑛於乾隆十六年所建，建祠之地為龍脈之首，相傳北宋廖族祖廖剛及其四子都任高官，每人俸祿兩千石，合計萬石之意。廖萬石堂曾作書塾、祭祀、集會、辦喜事及招待達官貴人之用，現在對外開放作參觀之用。另外，東西兩斗各有分祠，西斗分祠為「廖明德堂」，又名應鳳廖公家塾，建於1828年，東斗分祠為「廖顯承堂」，又名應龍廖公家塾，建於1838年。兩者以供族人祭祀婚喪及集會之用，兩者及廖萬石堂現在均為香港的法定古蹟或歷史建築。

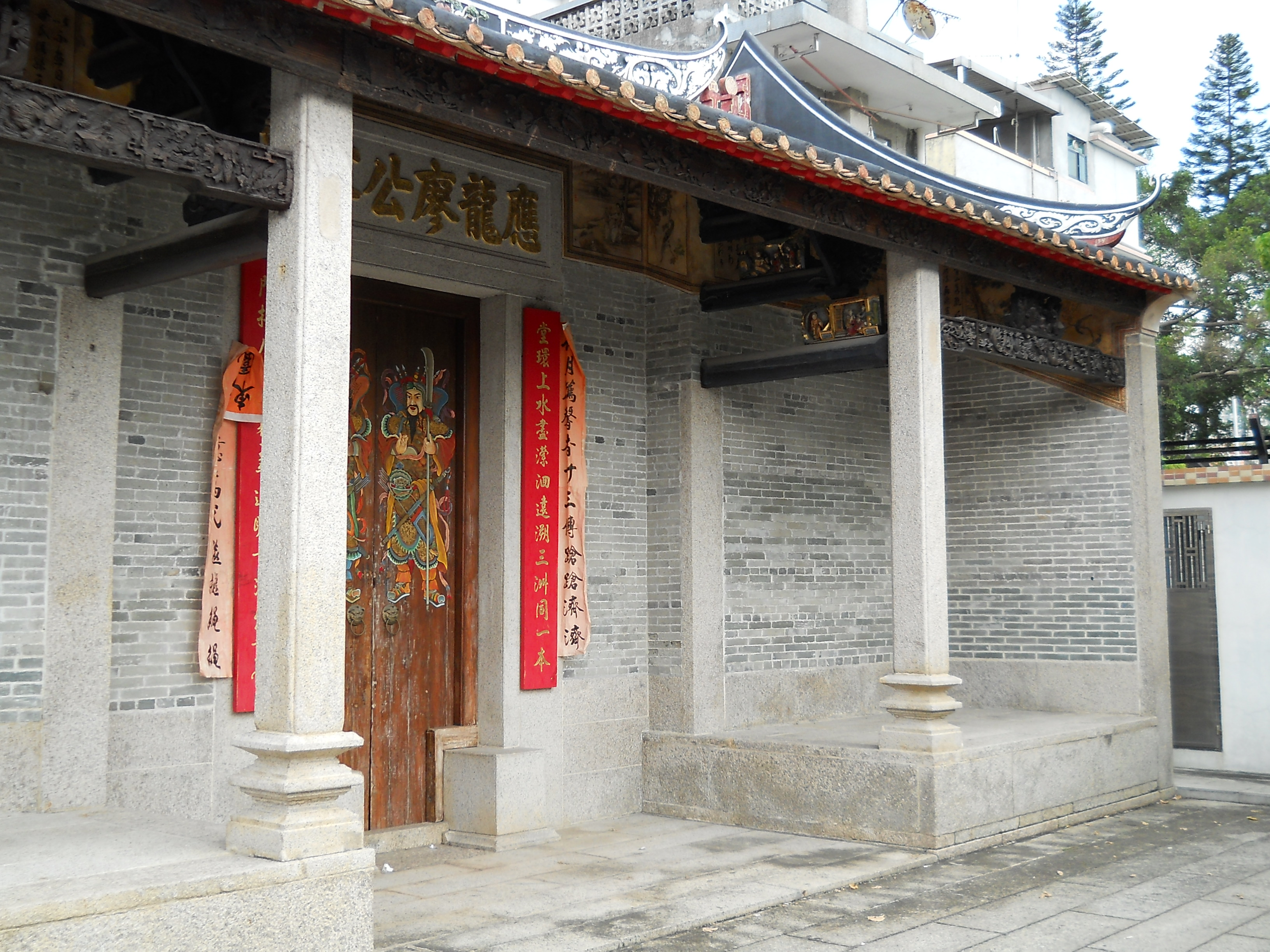
廖顯承堂
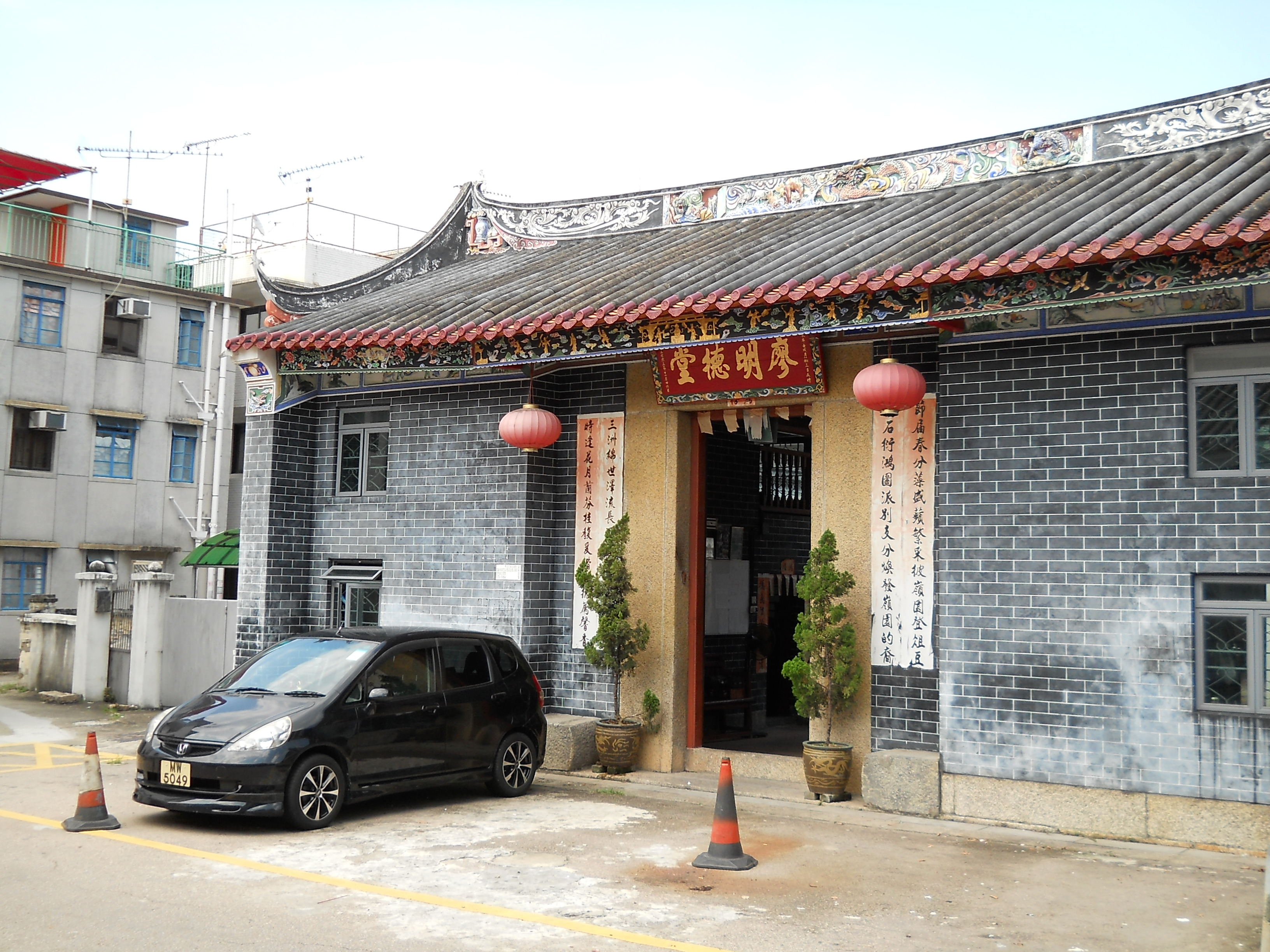
廖明德堂
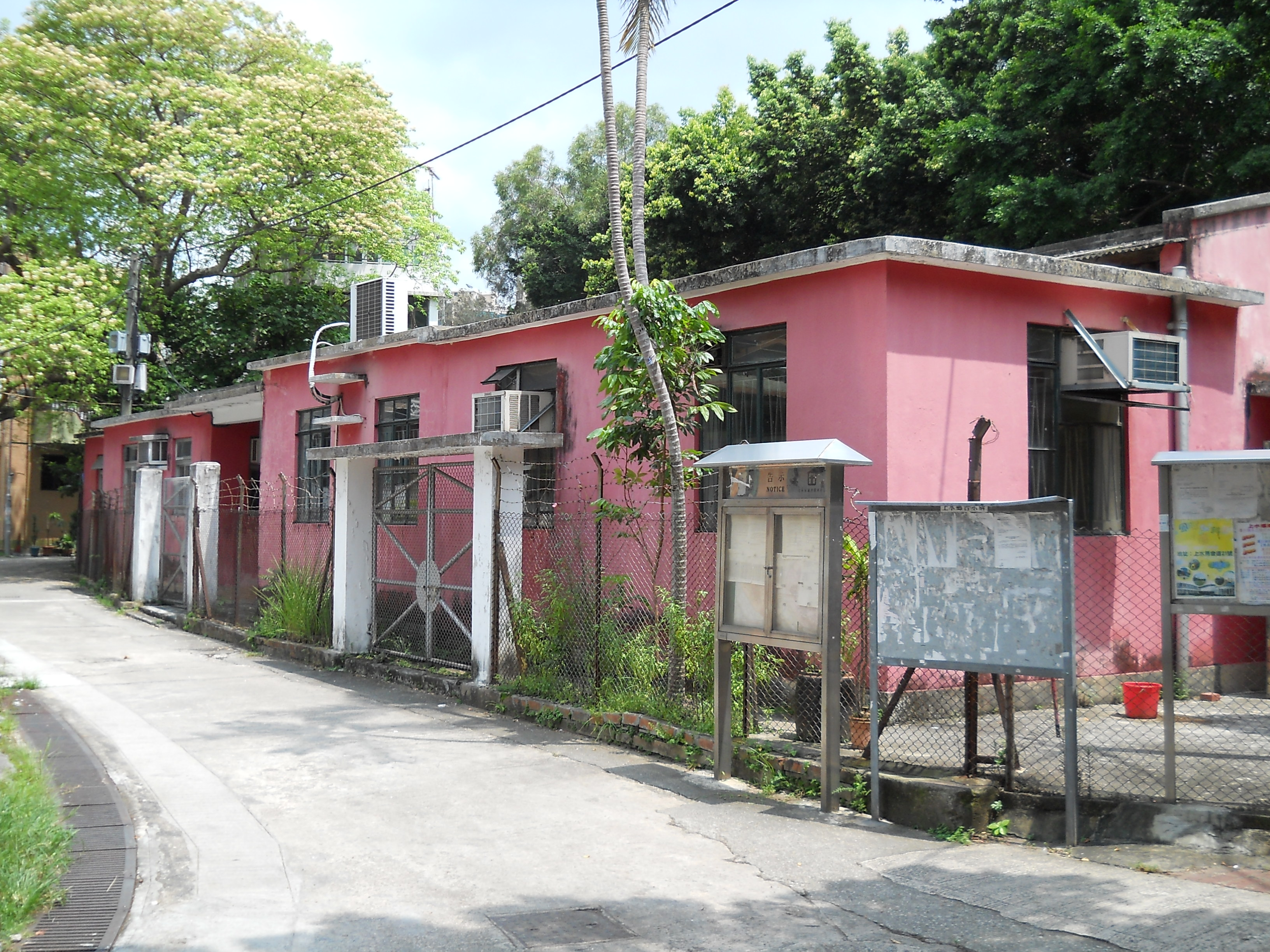
東慶堂

## 祖墳與掃墓儀式

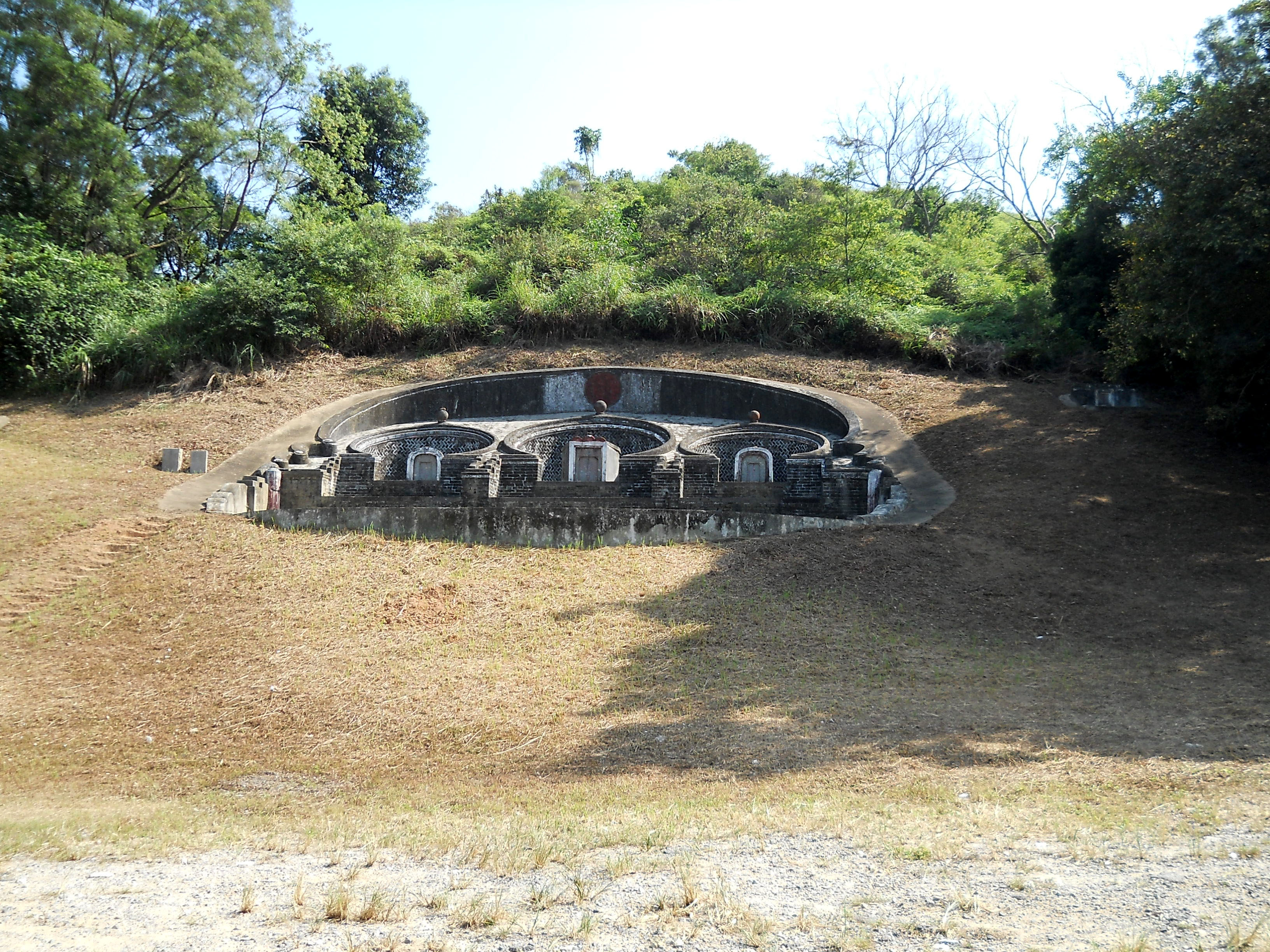
金錢村鰲地廖仲傑衣冠塚

「上水鄉公所」每年農曆的九月初九、初十，亦即重陽的正日及翌日，均會統籌兩天的秋祭儀式，九月初九會到廖族開基祖廖仲傑位於上水金錢村鰲地的衣冠塚墓地祭祀，並墓兩則為長房七世祖樂得公及三房八世祖培岡公的墓地，兩人因資助重修墓地有功，故可葬於廖仲傑之墓旁。而翌日則會到二世祖廖自玉位於粉嶺和合石的墓地祭祀。而秋祭的目的，在於維繫族人與先人的關係，強化族人慎終追遠的傳統孝行及透過祭祀來加強族人之間的凝聚力及身份認同。每年的秋祭都花費數十萬，會從廖氏各房的祖產祭祀基金來填補，而這些資金的來源是祖產的田租、地租所得。例如2000年的秋祭支出是30萬港元，但當年的租金收入達250多萬，足以彌補有餘。
在秋祭正日，由各鳳溪中、小學所組成的學生省墓隊會先在鄉公所唱歌歌頌廖氏祖先，然後會合上水廖氏的族長、二族、房長、父老、鄉紳及其他各房各斗或在已移居海外的宗族成員，乘旅遊巴到墓地拜祭。到達墓地後，先靜默三分鐘，然後祭祀儀式會由族長主持，當中會燃放爆竹，再奏樂，其後族長會進行「禮生」及讀祭文，主祭者會進行祭酒、焚香燭及獻祭品，最後主祭者會安排參加祭祀者的次序由輩份高至低在祖墓前進行拜祭，有些父老更會進行三跪九叩的儀式，以表示對祖先的尊重。禮成後六十歲以上的族人可分得豬肉，即俗稱的「太公分豬肉」，以表示福壽綿延。最後進行食盆菜後，整個秋祭儀式便完成。由於近年的時代轉變，很多在墓地進行「食山頭」的儀式不能配合，自2000年代起，盆菜分別在廖萬石堂及東慶堂等廚房以柴火煮熟，再用貨車運到鳳溪第一中學的草地運動場進行分餚，即所謂的「打盆」。

## 教育事業
上水廖氏人丁興旺，歷代都對興學扶貧不遺餘力。現時上水的「鳳溪公立學校集團」，就是源自上水廖氏的私墊「鳳溪書室」。及至現在，集團在上水圍一帶總共有4所小學、2所中學、1家幼稚園及3間安老院，在廣東省亦有資助興建多家希望工程小學。